# Cool with You
«Cool with You» es una canción del grupo femenino surcoreano NewJeans, perteneciente a su segundo EP, Get Up. La canción fue lanzada el 21 de julio de 2023. Cool with You fue escrita por Gigi, Kim Dong-hyun, Erika de Casier, Fine Glindvad Jensen y la integrante del grupo Danielle, mientras que la composición estuvo a cargo de Park Jin-soo, Frankie Scoca, Erika de Casier y Fine Glindvad Jensen. Se produjeron dos videos musicales para la canción (un video de la cara A y un video de la cara B) que incluyen apariciones de HoYeon Jung y Tony Leung.

## Antecedentes y lanzamiento
Los videos musicales de Cool with You (lado A y lado B) se subieron al canal oficial de YouTube de Hybe dos días antes de su lanzamiento en plataformas de streaming. Esto sigue al lanzamiento del video musical del primer sencillo de Get Up, Super Shy, dos semanas antes.

## Composición y recepción
Cool with You es una canción «firmemente arraigada al UK garage», según NME, y Teen Vogue añadió que «es una pieza destacada tanto vocal como visualmente». Esta última publicación destacó las «ejecuciones individuales y las armonías maravillosamente superpuestas» del grupo a lo largo de la canción, lo que la hizo comparada con Hurt de su EP debut.
Cool with You apareció en el número nueve en la lista de las mejores canciones de 2023 según Time Out.

## Vídeo musical

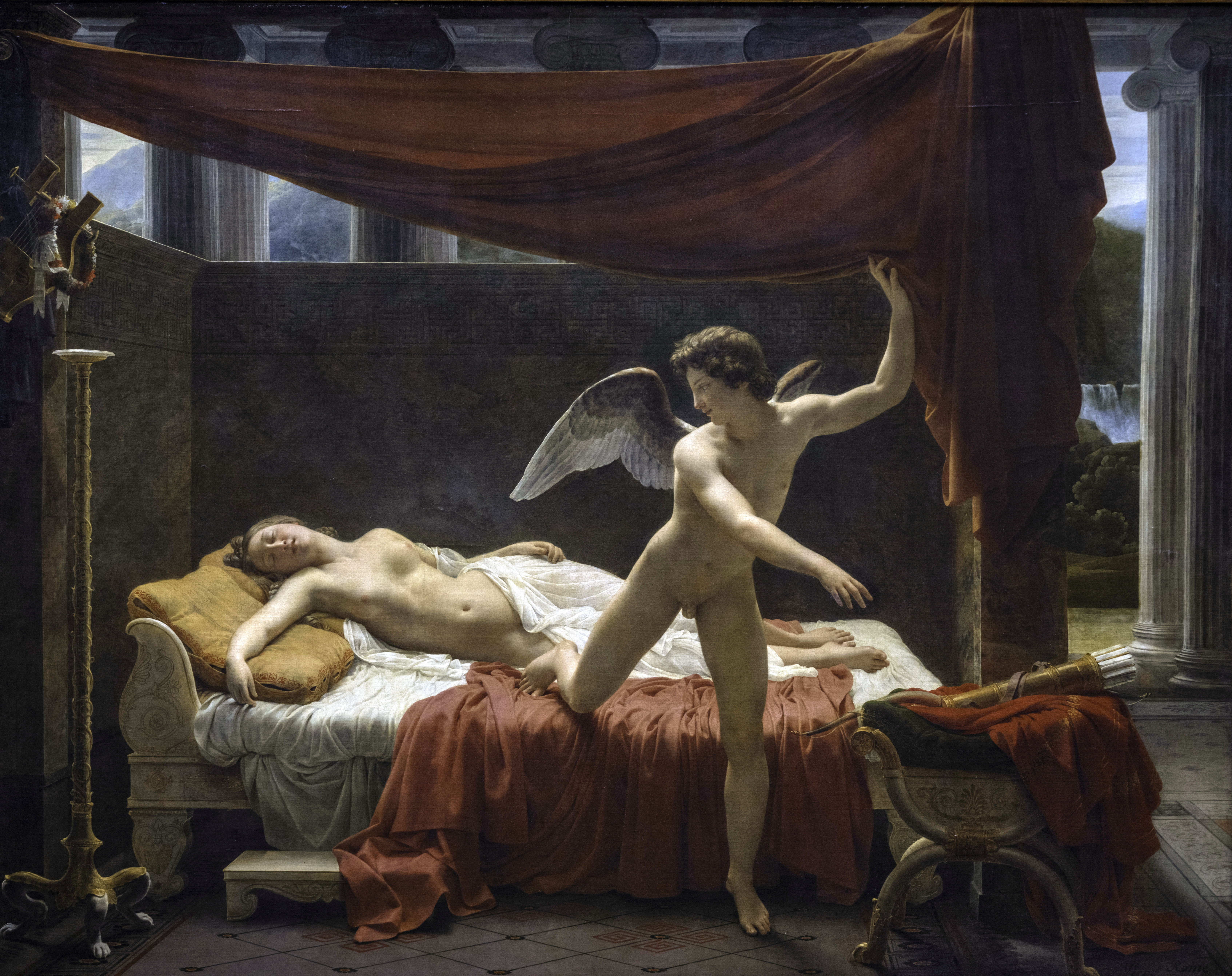
El vídeo musical gira en torno a la historia de Cupido y Psique, representada en la pintura L'Amour et Psyché (1817) de François-Édouard Picot.

Tanto el vídeo del lado A como el del lado B fueron dirigidos por Shin Wooseok y filmados en Barcelona, España. HoYeon Jung, quien interpreta a Cupido (o Eros), protagoniza los vídeos y vive su día a día aparentando ser invisible para las personas que la rodean. Al entrar en un museo de arte, la integrante Danielle aparece presentando a un grupo de espectadores una pintura al óleo titulada L'Amour et Psyché (1817) de François-Édouard Picot, en la que explica la historia del amor prohibido entre Cupido y Psique. Poco después de contemplar la pintura, Cupido ve a un hombre que representa a Psique (interpretado por Micol Vela) y rápidamente se convierte en el objeto de sus afectos, mientras las integrantes de NewJeans, caracterizadas como ángeles, observan el desarrollo de la historia de amor prohibido.
En el lado B, Cupido finalmente es visible para el hombre que vio por primera vez en el museo de arte, y así su historia de amor comienza a desarrollarse. Tony Leung interpreta al antagonista Afrodita en el vídeo; al aparecer en pantalla, se muestra que ha hecho que Psique se enamore de otra mujer, mientras Cupido vuelve a ser completamente invisible. El video termina con Cupido viendo a NewJeans bailar al ritmo de la canción interludio Get Up.

## Créditos
Créditos por Melon.
- NewJeans – vocales
  - Danielle – letra
- Erika de Casier – letra, composición
- Fine Glindvad Jensen – letra, composición
- Park Jin-soo - composición, arreglos
- Frankie Scoca – composición, arreglos
- Gigi – letra
- Kim Dong-hyun – letra

## Listas

### Listas semanales
| Lista (2023)                                 | Posición más alta |
| -------------------------------------------- | ----------------- |
| Australia (ARIA)                             | 40                |
| Canadá (Canadian Hot 100)                    | 57                |
| Global 200 (Billboard)                       | 22                |
| Hong Kong (Billboard)                        | 4                 |
| Japón (Japan Hot 100) (Billboard)            | 43                |
| Japón Combined Singles (Oricon)              | 38                |
| Malasia (Billboard)                          | 8                 |
| Malasia International (RIM)                  | 7                 |
| Nueva Zelanda Hot Singles (RMNZ)             | 8                 |
| Singapur (RIAS)                              | 4                 |
| Corea del Sur (Circle)                       | 14                |
| Taiwán (Billboard)                           | 6                 |
| Reino Unido Indie (UK Indie)                 | 48                |
| Billboard Hot 100                            | 93                |
| EE. UU. World Digital Song Sales (Billboard) | 7                 |
| Vietnam (Vietnam Hot 100)                    | 7                 |

### Listas mensuales
| Lista (2023)           | Posición más alta |
| ---------------------- | ----------------- |
| Corea del Sur (Circle) | 16                |

### Listas de fin de año
Lista de fin de año de 2023
| Lista (2023)           | Posición |
| ---------------------- | -------- |
| Corea del Sur (Circle) | 135      |